# René Maizeroy

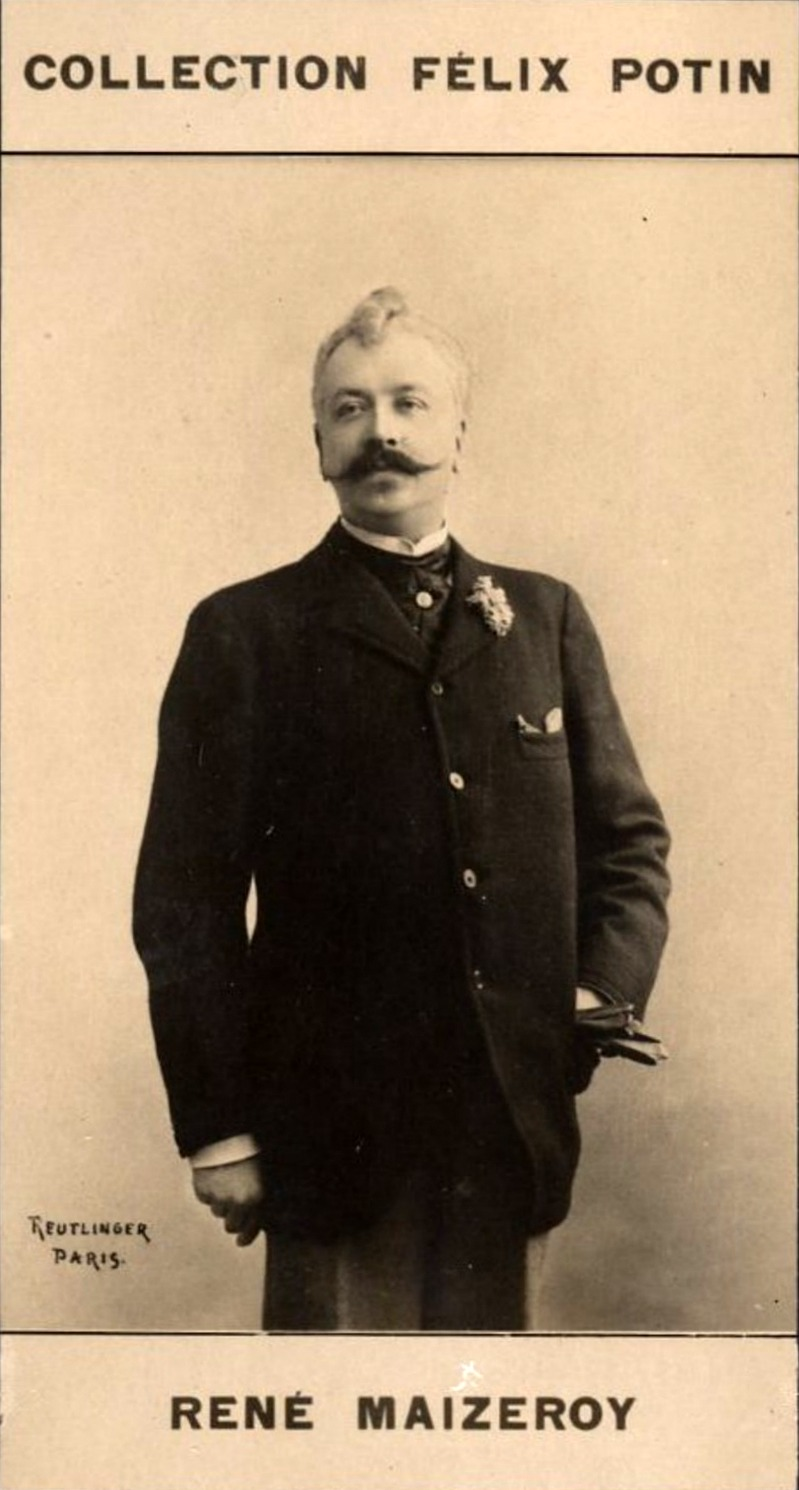

René Maizeroy (pseudonyme du baron René-Jean Toussaint), né à Metz le 2 mai 1856 et mort en novembre 1918, est un romancier français. Il a utilisé aussi les pseudonymes Coq-Hardi, Mora, Frascata…

## Biographie
René Maizeroy est l'arrière-petit-fils du côté maternel du marquis Paul-Gédéon Joly de Maïzeroy, colonel du Royal-Aunis sous Louis XV qui a laissé quelques ouvrages militaires reconnus. Sorti de l’école de Saint-Cyr et débutant dans les lettres alors qu’il était sous-lieutenant, il prit son pseudonyme littéraire et donna sa démission en 1880. Ses premiers ouvrages furent des études de la vie militaire puis il se lança ensuite dans le roman de mœurs.
René Maizeroy s'est lié d'amitié avec de nombreux auteurs de son temps, il a notamment été l’ami et le voisin à Étretat de Guy de Maupassant, qui l’aurait pris pour modèle du Duroy de Bel-Ami. Il publie un portrait de Maupassant dans Le Gaulois en juillet 1912.
Ses nouvelles ont été très populaires, mais il est surtout connu pour ses romans et en particulier pour Les Deux Amies dont le style érotique, comme d'autres de ses nouvelles, le fit condamner pour outrage aux bonnes mœurs, à 1000 francs d'amende.
Son duel avec un autre écrivain, Jean Lorrain, eut aussi beaucoup de retentissement. Ce duel s'est terminé par une blessure pour René Maizeroy mais une amitié s'ensuivit.

## Bibliographie

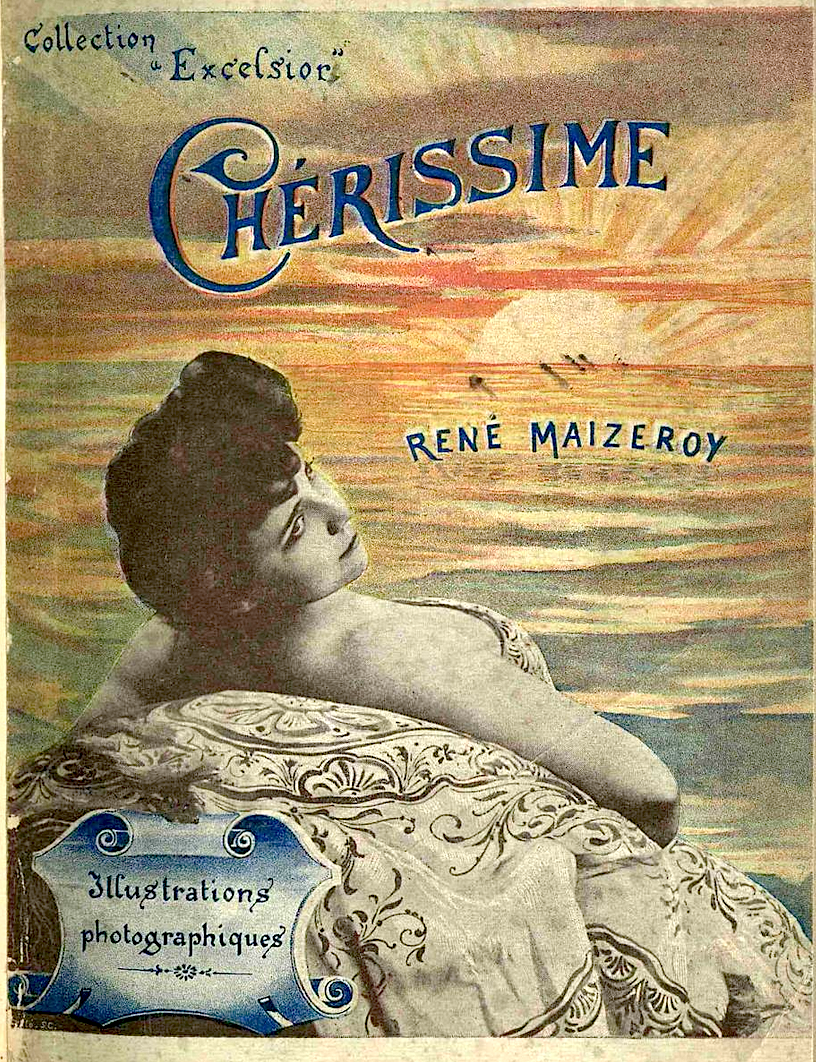
Couverture de Chérissime (1901).